# 알바로 아르수

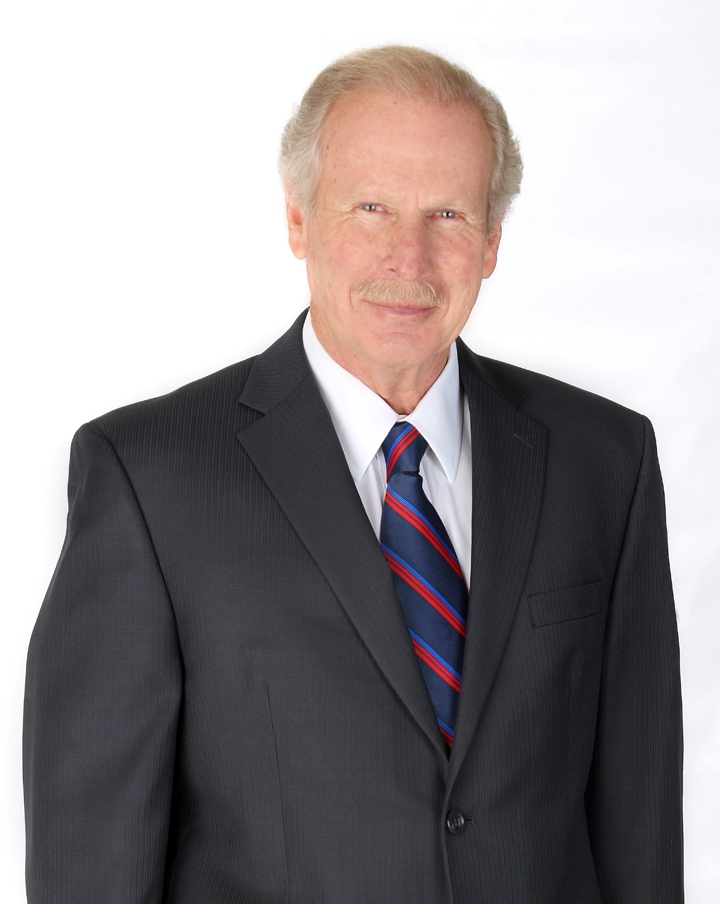
알바로 아르수

알바로 아르수 (Álvaro Enrique Arzú Yrigoyen, 1946년 3월 14일 ~ 2018년 4월 27일)는 과테말라의 정치인이며, 1996년 1월 14일부터 2000년 1월 14일까지 과테말라의 32번째 대통령으로 재임했었다.